# أولاد ثانوية بغداد
أولاد ثانوية بغداد، المعروف أيضًا باسم ثانوية بغداد، هو فيلم وثائقي تلفزيوني بريطاني-أمريكي-فرنسي. عرض لأول مرة في المملكة المتحدة في مهرجان  Sheffield Doc/Fest  [الإنجليزية] لعام 2007، قبل بثه على قناة بي بي سي تو في 8 يناير 2008. وبث أيضًا في العديد من البلدان الأخرى بما في ذلك فرنسا وأستراليا والولايات المتحدة وكندا وألمانيا وهولندا. وهو يوثق حياة أربعة تلاميذ عراقيين من خلفيات دينية أو عرقية مختلفة على مدار عام واحد على شكل مذكرات فيديو، صور الأولاد الفيلم الوثائقي بأنفسهم، عندما حصلوا على كاميرات فيديو.
الفيلم من إخراج وإنتاج إيفان أوماهوني ولورا وينتر من شركة Renegade Pictures وStoryLabTV، لصالح هيئة الإذاعة البريطانية بي بي سي في المملكة المتحدة، و إتش بي أو في الولايات المتحدة، والشبكة الفرنسية الألمانية أرتيو.
حصل الفيلم على نسبة مشاهدة عالية عندما بث في البداية في المملكة المتحدة، ولقي استحسانًا في وسائل الإعلام. واختير كأفضل فيلم إخباري وشؤون جارية في مهرجان الأفلام الأوروبية المستقلة، وفاز بالجائزة الأولى في جوائز ساندفورد سانت مارتن تراست، ورشح لجوائز في مهرجانين سينمائيين. وحصل الفيلم أيضًا على جائزة قراء راديو تايمز، وترشح لجائزة منظمة العفو الدولية للأفلام الوثائقية التليفزيونية والدراما الوثائقية في المملكة المتحدة لعام 2008.

## روابط خارجية
- أولاد ثانوية بغداد على موقع IMDb (الإنجليزية)
- أولاد ثانوية بغداد على موقع قاعدة بيانات الفيلم (الإنجليزية)
- أولاد ثانوية بغداد على موقع ليتربوكسد (الإنجليزية)